# حق النقض في مجلس الأمن التابع للأمم المتحدة
لالا

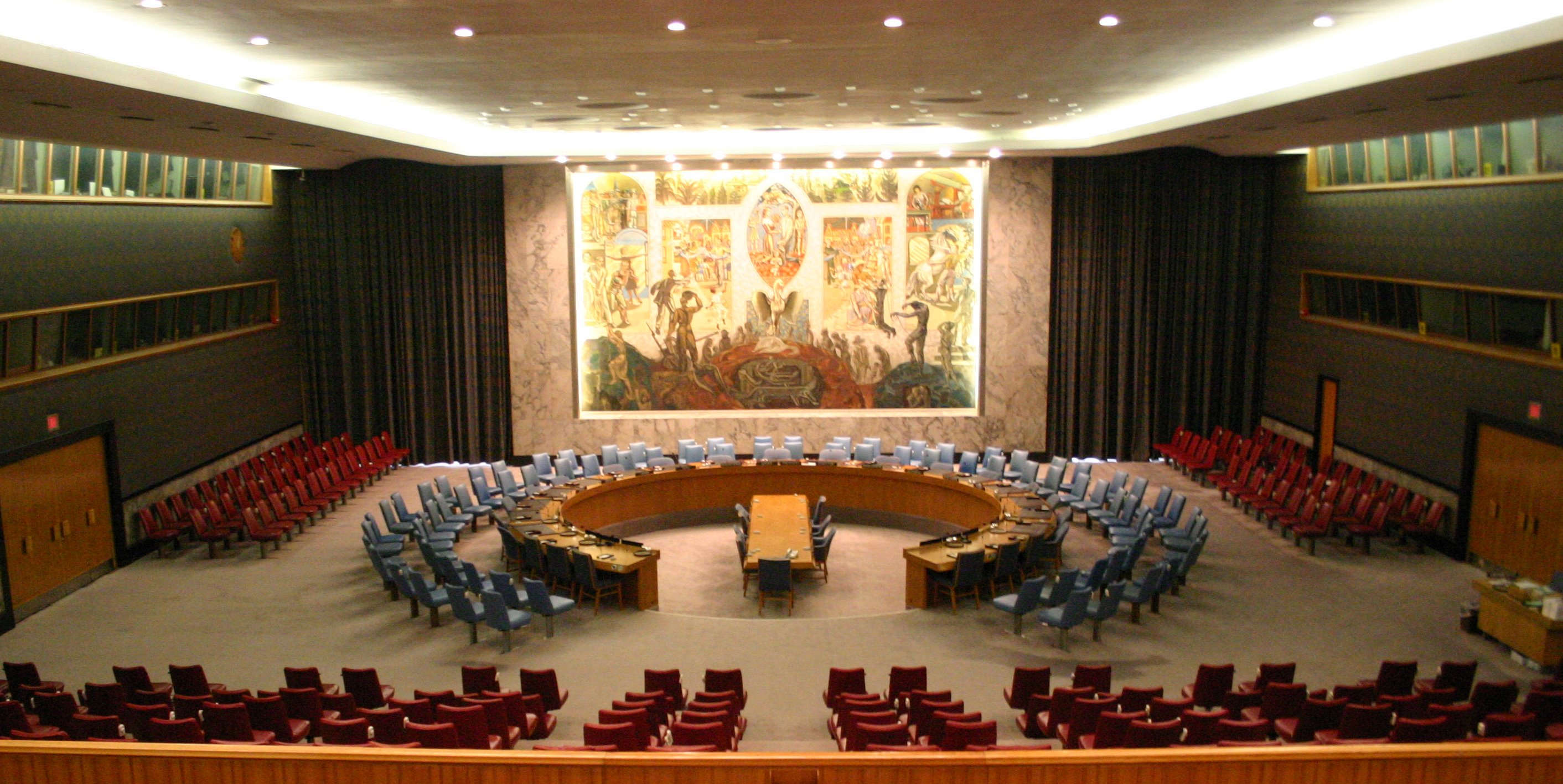
غرفة مجلس الأمن التابع للأمم المتحدة

حق النقض والمعروف بـ حق الفيتو (وتعني نقض من اللغة الإنجليزية)، هو حق الاعتراض على أي قرار يقدم لمجلس الأمن  التابع للأمم المتحدة دون إبداء أسباب، ويمنح للأعضاء الخمس دائمي العضوية في مجلس الأمن وهم: (الصين وفرنسا وروسيا والمملكة المتحدة والولايات المتحدة)، الدول الدائمة العضوية هي أيضًا دول تمتلك أسلحة نووية بموجب شروط معاهدة عدم انتشار الأسلحة النووية. الجدير بالذكر أن امتناع أو غياب العضو الدائم عن التصويت لا يعيق اعتماد مشروع القرار. ومن المهم أن نلاحظ أن حق النقض هذا لا يمتد إلى التصويت "الإجرائي"، وهو القرار الذي يتخذه الأعضاء الدائمون أنفسهم. بالإضافة إلى ذلك، يمكن للعضو الدائم أن يعيق اختيار الأمين العام، دون الحاجة إلى حق النقض الرسمي، حيث يتم التصويت بشكل سري.
إن استخدام حق النقض محل جدل. وينظر إليها المؤيدون على أنها معززة للاستقرار الدولي، ورادع ضد التدخلات العسكرية،  وضمانة حاسمة ضد الهيمنة المحتملة من قبل أي دولة منفردة، وخاصة الولايات المتحدة. يجادل النقاد بأن حق النقض هو الجانب الأكثر غير ديمقراطية في الأمم المتحدة، وعامل أساسي في تقاعس المنظمة عن اتخاذ إجراءات بشأن جرائم الحرب والجرائم ضد الإنسانية. لأنه يمنع بشكل فعال الأمم المتحدة من اتخاذ إجراء ضد الأعضاء الدائمين وحلفائهم.
لم يرد لفظ «نقض» في ميثاق الأمم المتحدة، بل ورد لفظ «حق الاعتراض» وهو في واقع الأمر "حق إجهاض" للقرار وليس مجرد اعتراض. إذ يكفي اعتراض أي من الدول الخمس الدائمة العضوية في مجلس الأمن ليرفض القرار ولا يمرر نهائياً. حتى وإن كان مقبولاً للدول الأربعة عشر الأخرى.
اعتمد هذا النظام في التصويت في مجلس الأمن لتشجيع بعض الدول على المشاركة في الأمم المتحدة بعد الحرب العالمية الثانية، بعد أن بدا لها أنها قد تخسر بعض الامتيازات في حال شاركت في منظمة تحترم الديمقراطية. كما ساعد حق النقض (الفيتو) الولايات المتحدة على تقديم أفضل دعم سياسي للكيان الإسرائيلي ذلك بإفشال صدور أي قرار من مجلس الأمن يلزم «إسرائيل» بضرورة وقف احتلال أراضي فلسطين وأعمال العنف ضد الشعب الفلسطيني أو إفشال أي قرار يدين «إسرائيل» باستخدام القوة المفرطة وخصوصا في حرب لبنان 2006 والحرب على قـطاع غـزة في نهاية عام 2008 أدى ذلك إلى الشك بمصداقية الأمم المتحدة بسبب الفيتو الأمريكي.
ويتناقض هذا النظام عموماً مع القواعد الأساسية التي تشترطها النظم الديمقراطية، فناهيك عن أن الدول الخمس هذه لم تنتخب لعضوية هذا المجلس بصورة ديمقراطية، فهي أيضاً لا تصوت على القرارات بنظام الأغلبية المعروف.
وقد ظهرت في السنوات العشر الأخيرة أصوات تطالب بتعديل نظام الأمم المتحدة وتوسيع مجلس الأمن، بإضافة دول آخرى مقترحة كاليابان وألمانيا والبرازيل، وأصوات أخرى اقترحت صوتا لأفريقيا وأمريكا الجنوبية، وهي على أي حال دعاوى للتوسيع دون المساس بمبدأ (الفيتو)، وقد سعت بعض الأصوات الداعية إلى إلغاء نظام التصويت بالفيتو نهائياً واعتماد نظام أكثر شفافية وديمقراطية وتوازن.

## استخدام الفيتو

عدد المرات التي استخدمت فيها الدول الدائمة العضوية في مجلس الأمن حق الفيتو

منذ تأسيس الأمم المتحدة عام 1945، بلغ عدد مرات استعمال حق النقض 293 مرة. استخدمه الاتحاد السوفياتي ووريثته روسيا 143 مرة، والولايات المتحدة 83 مرة وبريطانيا 32 مرة و فرنسا 18 مرة، بينما استخدمته الصين 16 مرة.
كان استخدام الاتحاد السوفيتي لحق الفيتو واسعا جدا في الفترة بين عامي 1957 و 1985، إلى درجة أن وزير الخارجية السوفياتي، أندريه غروميكو، أصبح يعرف بـ «السيد نيت»، أو «السيد لا».
وخلال السنوات العشر الأوائل من عمر المنظمة الدولية، استخدم الاتحاد السوفيتي حق الفيتو 79 مرة، في الفترة نفسها، استخدمت الصين الحق نفسه مرة واحدة، وفرنسا مرة واحدة، والدول الأخرى لم تستخدمه حتى الآن.
إلا أن الاتحاد السوفيتي بدأ يستخدم هذا الحق أقل فأقل في الفترات اللاحقة.
ومنذ انهيار الاتحاد السوفيتي السابق عام 1991، فإن روسيا لم تلجأ إلى حق الفيتو إلا أربع مرات، الأولى لمنع قرار ينتقد قوات صرب البوسنة، لعدم سماحها للمفوض الأعلى للاجئين بزيارة بيهاج في البوسنة، ومرة ثانية لعرقلة صدور قرار حول تمويل نشاطات الأمم المتحدة في قبرص، والثالثة والرابعة من أجل منع تمرير قرار يتعلق بإدانة الحكومة السورية خلال الحرب الأهلية السورية.
وفي الفترة بين عام 1946 و 1971، استخدمت الصين حق الفيتو لإعاقة عضوية منغوليا في الأمم المتحدة. وقد استخدمت الصين حق الفيتو مرتين عام 1972، الأولى لإعاقة عضوية بنغلاديش، ومرة أخرى مع الاتحاد السوفيتي حول الوضع في الشرق الأوسط.
كما استخدم حق الفيتو عام 1999 لإعاقة تمديد تفويض قوات الأمم المتحدة الوقائية في مقدونيا وفي عام 1997 لإعاقة إرسال 155 مراقبًا من مراقبي الأمم المتحدة إلى غواتيمالا. واستخدمته أيضاً لمرتين من أجل إعاقة تمرير قرارين يتعلقان بإدانة الحكومة السورية.
والجدير بالذكر أن روسيا والصين استخدمتا حق النقض سوية في كل قرار ضد القرارين المتعلقين بالأحداث في سوريا. وهي المرة الأولى في تاريخ حق النقض التي يستخدم من أجل دولة عربية.
يشار إلى أن الولايات المتحدة الأمريكية استخدمت حق النقض الفيتو للمرة الـ45 لمنع دولة فلسطين من الحصول على العضوية الكاملة في الأمم المتحدة.. ومن اشهرها عندما طالبت الجزائر منح العضوية الكاملة لفلسطين في ظل الحروب الاسرائيلية العنيفة على غزة، وقد صوتت 140 دولة ومن ضمنها الدول دائمة العضوية في مجلس الامم المتحدة بمنح العضوية الكاملة لفلسطين كدولة، لكن هذا الامر بات بالفشل بسبب الفيتو الامريكي ضد هذا القرار. وقد استخدمت على مدى عقود طويلة الفيتو 45 مرة ضد المصالح الفلسطينية، ولصالح إسرائيل لممارسة حملات التوسع والاحتلال والاعتقالات وحرية اعتداء مستوطنين الاحتلال للمدنيين العزل تحت عيون القوة الصهيونية. 

## ميثاق الأمم المتحدة
يظهر حق النقض في المادة 27 من ميثاق الأمم المتحدة التي تنص على ما يلي:
1. لكل عضو في مجلس الأمن حق التصويت.
2. تُتخذ قرارات مجلس الأمن بشأن المسائل الإجرائية بتصويت تسع أعضاء إيجابًا.
3. تُتخذ قرارات مجلس الأمن بشأن جميع المسائل الأخرى بتصويت تسع أعضاء إيجابًا، بما في ذلك تصويت الأعضاء الدائمين بالموافقة؛ شرط أن يمتنع الطرف في النزاع عن التصويت في القرارات التي تتخذ بموجب الفصل السادس والفقرة الثالثة من المادة 52.[9]

عند تصويت أي من الأعضاء الدائمين سلبًا يُمنع اعتماد مشروع قرار. لكن امتناع العضو الدائم عن التصويت أو غيابه عنه لا يمنع صدور قرار.
على الرغم من عدم ذكر «حق النقض» بالاسم في ميثاق الأمم المتحدة، فإن المادة 27 تتطلب موافقة الأعضاء الدائمين على التصويت. ولهذا السبب، يشار إلى «حق النقض» على أنه مبدأ «إجماع القوى العظمى» ويسمى أيضًا ولنفس السبب «حق القوى العظمى بالنقض».

## الأصل
إن فكرة استخدام حق النقض ضد تصرفات المنظمات الدولية لم تكن فكرة جديدة في عام 1945. في عصبة الأمم، كان لجميع الأعضاء في مجلس العصبة حق النقض بشأن أي مسألة غير إجرائية. عند تأسيس العصبة، كان هناك 4 أعضاء دائمين و4 أعضاء غير دائمين. توسع مجلس العصبة بحلول 1936 ليشمل 4 أعضاء دائمين و11 عضوًا غير دائم، ما يعني أن 15 بلدًا تمكنت من استخدام حق النقض. كان وجود هذا العدد الكبير من الأعضاء القادرين على استعمال حق النقض يُصعّب اتفاق العصبة على الكثير من المسائل.
نتج حق النقض عن مناقشة مطولة خلال مفاوضات تشكيل الأمم المتحدة في دمبارتون أوكس (أغسطس - أكتوبر 1944) ويالطا (فبراير 1945). والدليل أن الولايات المتحدة والاتحاد السوفيتي والمملكة المتحدة والصين فضلوا جميعًا مبدأ الإجماع، كي تعمل القوى الكبرى معًا، والسبب الأهم، كي يحموا حقوقهم السيادية ومصالحهم الوطنية. كتب هاري ترومان، الذي أصبح رئيسًا للولايات المتحدة في أبريل 1945: «جميع خبرائنا، مدنيين وعسكريين، فضلوه، ودون هذا الفيتو لم يمر أي اتفاق في مجلس الشيوخ».
في سان فرانسيسكو، أوضح الخمس الكبار عدم إمكانية قيام الأمم متحدة دون منحهم حق النقض. ووصف فرانسيس ويلكوكس، مستشار الوفد الأمريكي، المفاوضات المثيرة بقوله: «في سان فرانسيسكو، بيّن قادة الخمس الكبار المسألة بوضوح تام: إما أن يتضمن الميثاق حق النقض أو لا يُنجر أي ميثاق». مزق السيناتور كونالي [من الوفد الأمريكي] نسخة من الميثاق بشكل درامي خلال أحد خطاباته وذكّر الدول الصغيرة بأنها ستكون مسؤولة أيضًا إذا عارضت مبدأ الإجماع. قائلًا: «يمكنكم، إذا أردتم، العودة إلى أوطانكم من هذا المؤتمر والقول إنكم هزمتم حق النقض. ولكن ماذا سيكون جوابكم حين تُسألون: «أين الميثاق؟».

## المؤيدون
يرى مؤيدو حق النقض أن في استخدامه ضمانة مهمة في العلاقات الدولية. وصف توماس جي وايس وجيوفانا كويل ذلك بأنه «قَسَم شبيه بقسم أبقراط: يجب ألا تسبب قرارات الأمم المتحدة الأذى». وأشاد الرئيس الروسي فلاديمير بوتين «بالحكمة العميقة» لمؤسسي الأمم المتحدة، مشيرًا إلى أن حق النقض أساس للاستقرار الدولي. وأشاد وزير الخارجية الصيني وانغ يي «بدور [حق النقض] المهم في تحري غريزة الحرب».

## الجدل

### نقد
تم انتقاد حق النقض بسبب طبيعته غير الديمقراطية. يمكن لدولة واحدة أن تمنع غالبية أعضاء مجلس الأمن من اتخاذ أي إجراء. على سبيل المثال، تستخدم الولايات المتحدة بشكل روتيني حق النقض (الفيتو) المنفرد ضد القرارات التي تنتقد إسرائيل. كما يستخدم الأعضاء الدائمون حق النقض (الفيتو) ضد القرارات التي تنتقد أفعالهم. في عام 2014، استخدمت روسيا حق النقض ضد قرار يدين ضمها لشبه جزيرة القرم. وزعمت منظمة العفو الدولية أن الأعضاء الخمسة الدائمين استخدموا حق النقض «لترويج مصالحهم الشخصية السياسية أو مصالحهم الجيوسياسية فوق مصلحة حماية المدنيين».
ويرى البعض أن التوازنات التي يتطلبها صدور القرارات في مجلس الأمن تحت ظل الفيتو، تضعف من النزاهة والموضوعية للتلك القرارات في محاولة لتجنب 5 فيتوات محتملة. وأن هذا النظام للتصويت ساهم في إضعاف بل وتقويض نزاهة الأمم المتحدة، وحال دون تمكنها من حل أهم النزاعات الدولية، لكن آخرين يشيرون إلى أن النظام العالمي لا يتحمل حالياً نظاماً ديمقراطياً تنفصل فيه السلطات الثلاثة إلى مجلس تشريعي عالمي، وجهاز تنفيذي، وجهاز قضائي، بسبب اعتبارات سياسية وعسكرية دولية خارجة عن نطاق التفكير النظري المثالي.